# Korienizacja

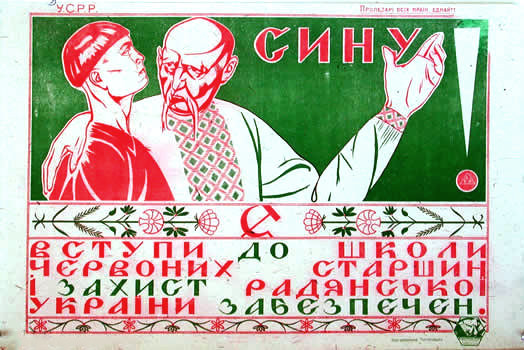
Radziecki plakat propagandowy w języku ukraińskim z 1921 zachęcający do wstępowania do szkół wojskowych. Zwraca uwagę połączenie symboli komunistycznych z ukraińskim strojem ludowym i tradycyjną ornamentyką

Korienizacja (ros. коренизация, корень – korzeń) – polityka narodowościowa Związku Radzieckiego na początku lat 20. XX wieku.
Polityka korienizacji (powrotu do korzeni) została sformułowana w 1913 r. przez Józefa Stalina. Wprowadzanie jej w życie rozpoczęto po rewolucji październikowej.
Korienizacja zakładała podział terytorialny wedle kryteriów etnicznych i wprowadzenie jako urzędowego języka miejscowego (opartego na alfabecie łacińskim), troskę o rozwój kultur poszczególnych narodów wchodzących uprzednio w skład Imperium Rosyjskiego, tworzenie lokalnych partii komunistycznych.
Owocami korienizacji były m.in. utworzenie w Azji Środkowej republik narodowościowych (Uzbeckiej, Tadżyckiej, Kazachskiej, Kirgiskiej i Turkmeńskiej), wprowadzenie alfabetów do języków ałtajskich, a przede wszystkim polityka ukrainizacji w USRR w latach 1923–1929.
Korienizacja ustąpiła miejsca rusyfikacji w latach 30.